# Rasa de Cària
La Rasa de Cària, que a la segona meitat del seu curs rep el nom de Rasa de Bavià, és un torrent afluent per l'esquerra de la Riera de Madrona en el tram en què rep el nom de Barranc de Pinell, que neix poc més d'un km. al nord-est de la masia de Pujantell i a uns 300 m. al nord de la Caseta de Can Ramon, dins del terme municipal de Castellar de la Ribera tot i que pràcticament al límit amb el terme municipal de Pinell de Solsonès

## Municipis per on passa
Des del seu naixement, la Rasa de Cària passa successivament pels següents termes municipals.
|                                                       | Longitud (en m.) | % del recorregut |
| ----------------------------------------------------- | ---------------- | ---------------- |
| Per l'interior del municipi de Castellar de la Ribera | 2.573            | 66,66%           |
| Per l'interior del municipi de Pinell de Solsonès     | 1.287            | 33,34%           |

## Xarxa hidrogràfica
La seva xarxa hidrogràfica està constituïda per 26 cursos fluvials la longitud total dels quals suma 16.525 m.

### Afluents destacables
- La Rasa de la Font de Pujantell
- La Rasa de l'Hostal

### Distribució municipal
El conjunt de la xarxa hidrogràfica transcorre pels següents termes municipals: